# Hennebont
Hennebont (in bretone: Henbont) è un comune francese di 15 463 abitanti situato nel dipartimento del Morbihan nella regione della Bretagna.
La cittadina è attraversata dal fiume Blavet.
Vi sorge la basilica di Notre-Dame-de-Paradis, chiesa cattolica costruita in stile gotico.

## Società

### Evoluzione demografica
Abitanti censiti

## Amministrazione

### Gemellaggi
- Kronach
- Mourdiah
- Mumbles